# فرانشيسكو ماتيو
فرانشيسكو (باكو) ماتيو (15 مايو 1917 في الجزيرة الخضراء - 21 يوليو 1979 (62 سنة)

) في ستراسبورغ) (بالفرنسية: Francisco "Paco" Mateo)‏ لاعب ومدرب كرة قدم إسباني وحمل أيضا الجنسية الفرنسية راحل كان يجيد في خط الدفاع .
لعب ماتيو في أندية تطوان، إشبيلية ، برشلونة ، فالنسيا (1937-1939) بوردو (1939-1945) ستراسبورغ (1945-1950) .
تولى ماتيو تدريب نادي ستراسبورغ (1970-1971) .

## روابط خارجية
- فرانشيسكو ماتيو على موقع قاعدة بيانات كرة القدم.إي يو (الإنجليزية)
- فرانشيسكو ماتيو على موقع عالم كرة القدم.نت (الإنجليزية)